# سكوت إدواردز
سكوت إدواردز (23 أغسطس 1996 في تونغا - ) (بالإنجليزية: Scott Edwards)‏ هو لاعب كريكت أسترالي. شارك مع منتخب هولندا للكريكت.

## وصلات خارجية
- سكوت إدواردز على موقع إي آس بي آن كريك إنفو (الإنجليزية)